# Dénes Szakály
Dénes Szakály (Nagyatád, 15 marzo 1988) è un calciatore ungherese, centrocampista del Csákvári.

## Biografia
È il fratello di Péter Szakály, anch'egli calciatore.

## Palmarès

### Club

#### Competizioni nazionali
- Coppa di Lega ungherese: 1

Videoton: 2008-2009
- Campionato ungherese: 1

Videoton: 2010-2011
- Supercoppa d'Ungheria: 1

Videoton: 2011